# San Diego Union-Tribune

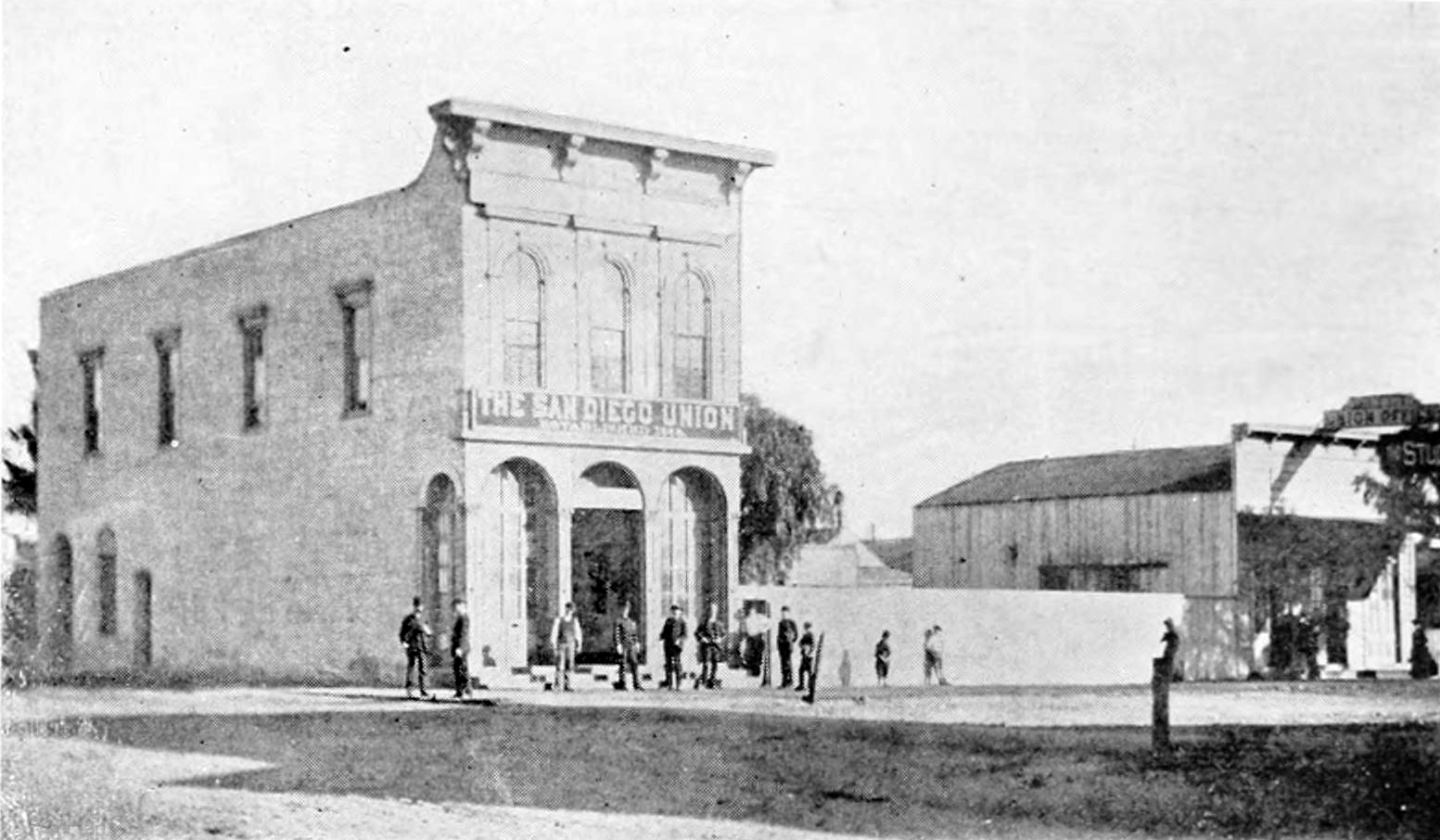
Здание «Сан-Диего Юнион», 1870-е годы

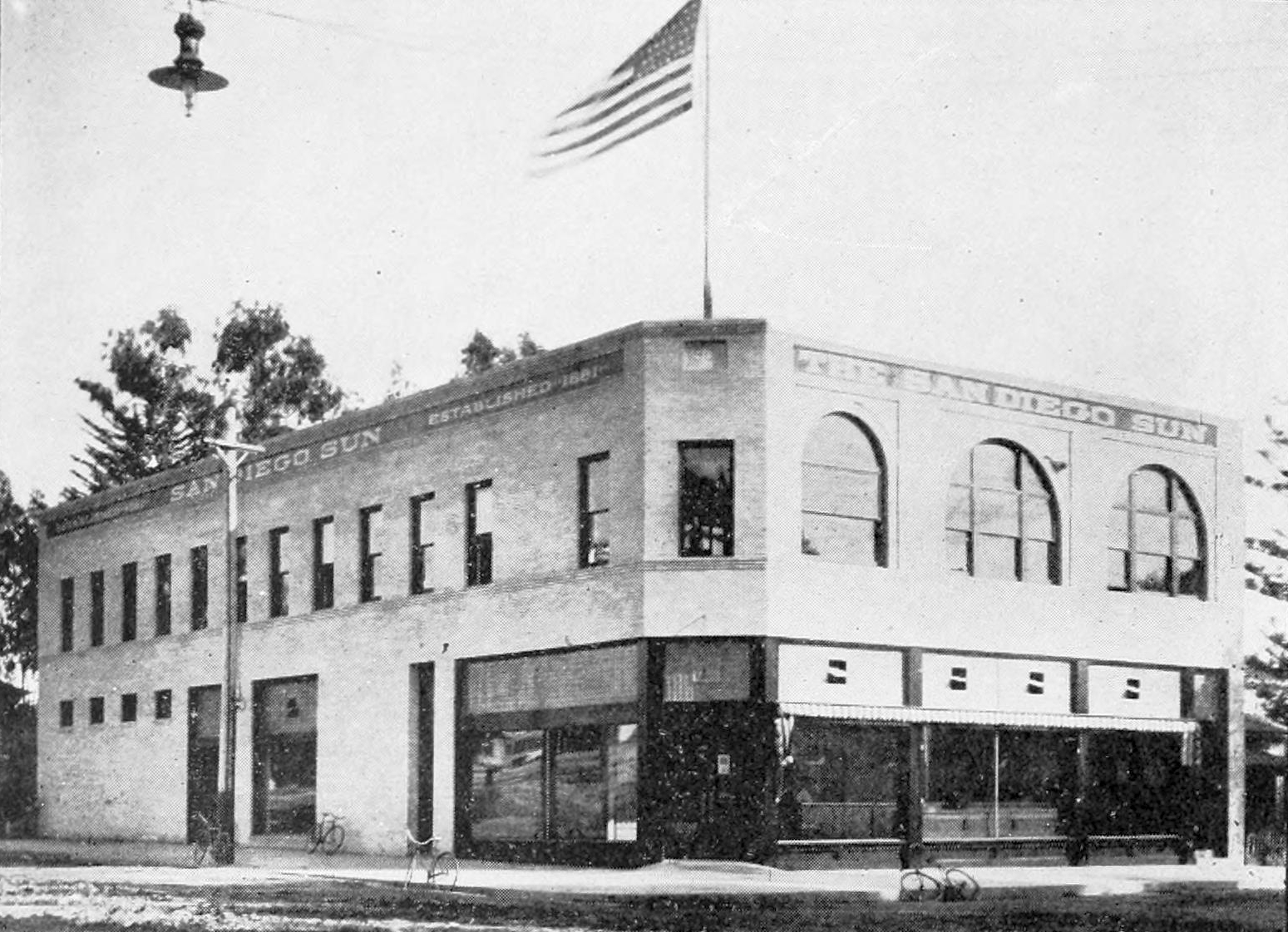
Здание газеты «Сан-Диего Сан», 1908 год

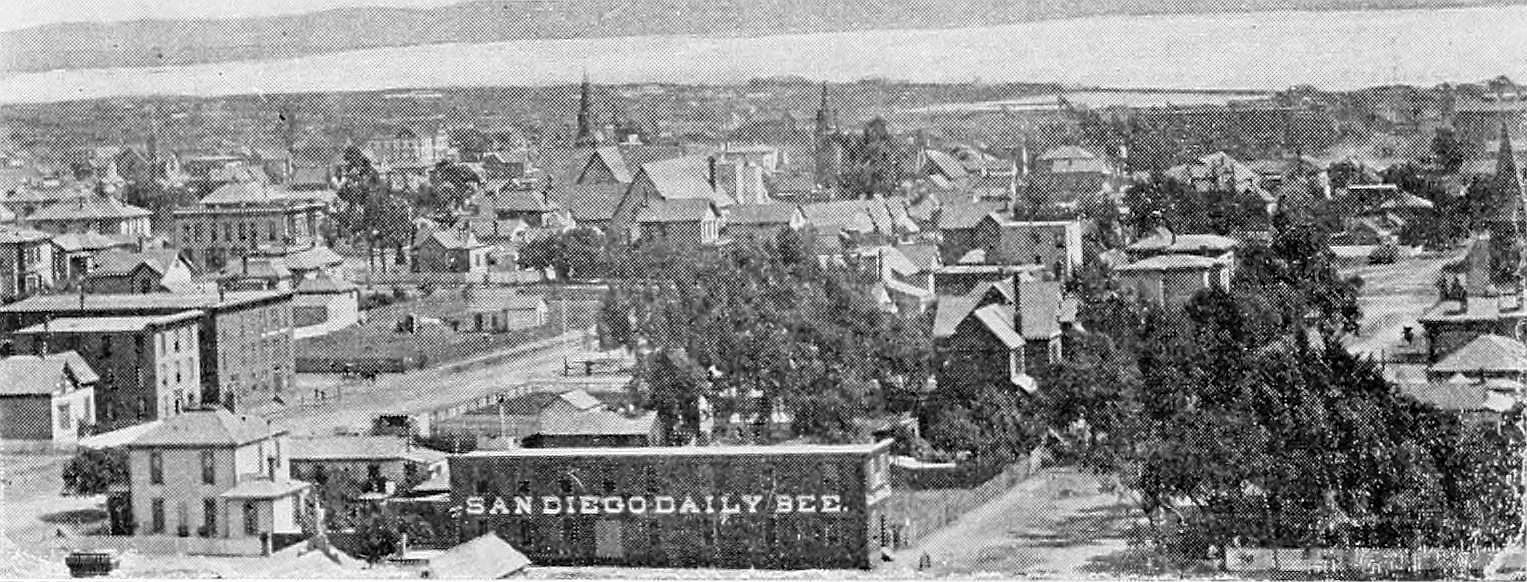
Здание газеты San Diego Daily Bee, 1908 год

«Сан-Диего Юнион-Трибьюн» (англ. The San Diego Union-Tribune) — это ежедневная газета, издающаяся в Сан-Диего, штат Калифорния, с 1868 года. Название возникло в результате слияния двух крупных ежедневных газет в 1992 году: The San Diego Union и San Diego Evening Tribune. В 2012 году название было изменено на U-T San Diego, но в 2015 году возвращено к первоначальному — The San Diego Union-Tribune.
В 2015 году газета была приобретена Tribune Publishing. В феврале 2018 года было объявлено о её продаже вместе с Los Angeles Times инвестиционной компании Nant Capital LLC Патрика Сунсюна за $500 миллионов плюс $90 миллионов на покрытие пенсионных обязательств. Сделка была завершена 18 июня 2018 года. В июле 2023 года Сунсюн продал газету компании Digital First Media, принадлежащей Alden Global Capital.

## История

### Предшественники
Предшественниками газеты «Юнион Трибьюн» были:
- San Diego Herald, основна в 1851 году и закрыта 7 апреля 1860 года; Джон Джадсон Эймс[англ.] был его первым редактором и владельцем[12].
- San Diego Sun, основана в 1861 году и объединена с Evening Tribune в 1939 году.
- San Diego Union, основана 3 октября 1868 года[13]:296
- San Diego Evening Tribune, основана 2 декабря 1895 года.

В 1888 году издание San Diego Union приобрело газету San Diego Daily Bee. На короткое время объединённая газета носила название San Diego Union and Daily Bee.

### Copley Press
Union и Tribune были приобретены издательским домом Copley Press в 1928 году. 2 февраля 1992 года эти газеты были объединены. Объединённое издание было продано частной инвестиционной группе Platinum Equity из Беверли-Хиллз, Калифорния, 18 марта 2009 года.

### Platinum Equity
17 августа 2010 года газета Union-Tribune изменила свой дизайн для повышения «ясности, разборчивости и удобства использования». Изменения включали печать на более тонкой бумаге, состоящей на 100% из переработанного материала, перемещение комиксов в конец раздела бизнеса и сокращение названия The San Diego Union-Tribune на первой полосе до U-T San Diego. Логотип U-T был создан Джимом Паркинсоном, дизайнером шрифтов, который также разработал логотипы для Rolling Stone, Esquire и Newsweek.

### MLIM Holdings
В ноябре 2011 года компания Platinum Equity продала газету MLIM Holdings, которую возглавляет Дуг Манчестер, девелопер недвижимости из Сан-Диего и «открытый сторонник консервативных идей». Сообщается, что цена покупки превысила 110 миллионов долларов. Манчестер построил два знаковых отеля в центре города: Manchester Grand Hyatt Hotel и San Diego Marriott Hotel and Marina. Его группа также владеет роскошным курортом Grand Del Mar в Сан-Диего.

### U-T San Diego
3 января 2012 года газета объявила, что будет использовать название U-T San Diego во всех своих медиапродуктах и коммуникациях. Веб-сайт газеты (ранее называвшийся «SignOn San Diego» и доступный по адресу SignOnSanDiego.com) теперь будет называться UTSanDiego.com. Официальное объявление объяснило это изменение как стремление «объединить наши печатные и цифровые продукты под единым брендом с четкими и последовательными ожиданиями качества».
В сентябре 2012 года компания U-T San Diego приобрела North County Times. 15 октября 2012 года издание North County Times прекратило выход в свет и было преобразовано в U-T North County Times, представляющее собой раздел U-T с материалами, специфичными для Северного округа. Через полгода название U-T North County Times было упразднено, и газета стала северо-окружным разделом U-T. В ноябре 2013 года U-T San Diego приобрела ещё восемь местных еженедельных газет в районе Сан-Диего: La Jolla Light, Del Mar Times, Rancho Santa Fe Review, Poway News Chieftain, Rancho Bernardo & 4S Ranch News Journal, Solana Beach Sun, Carmel Valley News и Ramona Sentinel. Эти издания продолжили выходить под своими собственными названиями. В 2014 году U-T San Diego запустила девятую газету — Encinitas Advocate.
В 2012 году U-T San Diego запустила U-T TV, телевизионный новостной канал. Сеть включала новости, материалы о стиле жизни и редакционный контент, созданный сотрудниками газеты. Это было частью растущего акцента газеты на многоплатформенное содержание под руководством Манчестера. 20 февраля 2014 года U-T TV была исключена из кабельного вещания и лишилась ключевой поддержки со стороны Time Warner Cable. Оставшийся персонал канала продолжил создавать видеоконтент для цифровых платформ газеты.

### Собственность издательства Tribune Publishing
7 мая 2015 года было объявлено о сделке по приобретению компанией Tribune Publishing Company, издателем газет Los Angeles Times и Chicago Tribune, а также других изданий, газеты «U-T San Diego» и связанных с ней активов за 85 миллионов долларов. Эта сделка завершила 146 лет частной собственности газеты. Сделка была завершена 21 мая 2015 года. В тот же день газета вернула своё прежнее название «The San Diego Union-Tribune».
The Union-Tribune и Los Angeles Times стали частью новой операционной структуры, известной как California News Group. Обе газеты возглавляются издателем и главным исполнительным директором Times Остином Бойтнером. Сообщается, что обе газеты сохранят свою самостоятельность, но между ними будет больше синергии и обмена контентом.
Покупка не включала в себя здание штаб-квартиры газеты, которое осталось за Манчестером и будет сдаваться в аренду газете.

Логотип в период с 2012 по 2015 год

26 мая 2015 года газета объявила о временном увольнении 178 сотрудников, что составляло около тридцати процентов от общего штата, в связи с объединением печатного производства с Los Angeles Times в Лос-Анджелесе. В 2016 году The San Diego Union Tribune приобрела ежемесячный журнал о развлечениях Pacific San Diego. 13 июня 2015 года в 22:02 PDT в штаб-квартире в Мишн-Вэлли начался последний выпуск The San Diego Union Tribune. Газета должна была напечатать воскресный выпуск от 14 июня 2015 года. Следующий понедельникский выпуск был напечатан в типографии Los Angeles Times. Демонтаж печатных станков в Мишн-Вэлли начался в середине сентября 2015 года.

### Покупка Патриком Сунсюном

Логотип в 2011 году

В феврале 2018 года была достигнута сделка по продаже Union-Tribune Патрику Сунсюну, врачу и миллиардеру, заработавшему состояние в биотехнологическом бизнесе. В сделку также вошли Los Angeles Times и несколько местных газет. Сделка была завершена 18 июня 2018 года.

### Продажа компании Alden Global Capital
10 июля 2023 года было объявлено, что U-T была продана компании MediaNews Group, принадлежащей Alden Global Capital, за нераскрытую сумму. Сунсюн сохранил владение Los Angeles Times. MediaNews Group уже владеет около 100 газетами и является материнской компанией Southern California News Group. Вскоре после этого MediaNews Group объявила, что сотрудникам будет предложено уволиться по собственному желанию, а в случае недостаточного числа согласившихся, будут необходимы дополнительные сокращения.
В декабре 2023 года газета объявила, что последний выпуск U-T en Español, её испаноязычного таблоида, выйдет 30 декабря.
13 июня 2024 года был запущен обновлённый веб-сайт, аналогичный сайтам других газет группы Alden Global Capital, заменив дизайн, использовавшийся для Los Angeles Times.

## Штаб-квартира
Газета изначально находилась в Олд-Тауне Сан-Диего, а в 1871 году переехала в Даунтаун Сан-Диего. В 1973 году редакция и типография переехали в специально построенный комплекс из кирпича и камня в долине Мишн.
В мае 2016 года газета вернулась в Даунтаун, разместившись в офисах на 9-12 этажах башни по адресу 600 B Street. Union-Tribune стала основным арендатором здания, сменив Bridgepoint Education и Comerica.

## Награды

### Пулитцеровская премия
- 1979, Выдающаяся подача сенсационного материала: San Diego Evening Tribune за освещение катастрофы рейса PSA 182, в которой самолёт Boeing 737 столкнулся с легкомоторным самолётом над районом Норт-Парк[англ.][39].
- 1987, Редакционный комментарий: Редактор San Diego Evening Tribune Джонатан Фридман за свои статьи, призывающие к принятию первого за 34 года закона о крупной иммиграционной реформе[40].
- 2006, Национальный репортаж: Газета San Diego Union-Tribune и Copley News Service (с заметными работами Маркуса Стерна[англ.] и Джерри Каммера) за раскрытие информации о взяточничестве, из-за которого бывший член Палаты представителей Рэнди «Дюк» Каннингем[англ.] был «с позором» отправлен в тюрьму[41]. Они также получили премию Джорджа Полка[42] за эти статьи.
- 2009, Карикатура: Стив Брин[англ.] «За умелое использование классического стиля для создания разноплановых карикатур, которые привлекают читателей своей силой, ясностью и юмором».

## Критика

### Copleys и Platinum Equity
При владении Copley газета придерживалась последовательно консервативной редакционной позиции, поддерживая почти исключительно кандидатов от Республиканской партии на выборные должности и иногда отказываясь брать интервью или освещать деятельность кандидатов от Демократической партии.
После перехода в собственность Platinum Equity редакционная позиция газеты «сместилась ближе к центру» и стала отражать множество точек зрения.

### Манчестер и Линч
В 2011 году Манчестер и его деловой партнёр Джон Линч приобрели издание. Линч заявил на радио KPBS, что они с Манчестером «хотят быть сторонниками всего хорошего в Сан-Диего». В 2012 году Линч уточнил свою позицию, сказав: «Мы не извиняемся. Мы делаем то, что должна делать газета — занимать определённые позиции. Мы последовательны — поддерживаем консервативные взгляды, бизнес и вооружённые силы. Мы стремимся сделать газету, которая вдохновляет людей на интерес к этому городу и его будущему».
Открытая поддержка определённых точек зрения вызвала критику со стороны преподавателей журналистики и других редакторов газет, которые выразили обеспокоенность тем, что негативные новости о таких темах, как военные и бизнес, могут не получить должного освещения. Дин Нельсон, директор программы журналистики в Университете Пойнт-Лома Назарене, утверждал: «Если вы говорите, что мы будем поддерживать военных, то почему бы вам не освещать историю о взяточничестве этого человека?... Где здесь поддержка?» Это было отсылкой к освещению скандала с взятками в деле Дюка Каннингема, за которое газета Union-Tribune получила Пулитцеровскую премию. Писатель из New York Times добавил: «Растёт беспокойство о том, что снижение стоимости и неудачные бизнес-модели многих американских газет могут привести к ситуации, когда денежные интересы покупают газеты и используют их для продвижения политической и коммерческой повестки дня. Похоже, что это будущее уже наступило в Сан-Диего».
Линч заявил: «Мы полностью уважаем журналистскую честность нашей газеты, и между редакционными статьями и новостями существует чёткая граница. Наш редактор, Джефф Лайт, принимает решения». Однако в ноябре 2011 года Линч поручил спортивному редактору продвигать идею строительства нового футбольного стадиона. Когда опытный спортивный журналист выразил скептицизм по поводу этой идеи, его уволили.

#### Реконструкция Даунтауна
В январе 2012 года, через два месяца после приобретения Манчестером U-T, газета опубликовала предложение на первой полосе о реконструкции центра города, включающее строительство футбольного стадиона и расширение конференц-центра Сан-Диего. Оба объекта расположены рядом с гостиницами, принадлежащими Манчестеру.
В сентябре 2012 года репортёр Investigative Newsource Брук Уильямс получила статьи, в которых утверждалось, что Линч «угрожал» комиссару порта Скотту Питерсу, который баллотировался в Конгресс, «кампанией в газете с целью разрушения Объединённого порта Сан-Диего». В электронных письмах, полученных Уильямс, Линч якобы утверждал, что если компания Dole Food Company получит долгосрочный контракт, это поставит под сомнение независимость управления порта в редакционных материалах. Уильямс заявила, что эта попытка показала «степень, на которую новые владельцы газеты готовы пойти, чтобы продвинуть своё видение строительства футбольного стадиона на терминале на Десятой авеню».

#### Продвижение и опросы
В ходе выборов мэра Сан-Диего 2012 года владельцы газеты U-T внесли пожертвования в избирательную кампанию республиканского члена городского совета Карла ДеМайо. Газета опубликовала несколько видных статей, поддерживающих кандидатуру ДеМайо. Эти материалы были размещены на отдельной странице в начале газеты, что подчёркивало их значимость.
В октябре 2012 года газета U-T провела опрос, в котором респондентам предлагалось выбрать между ДеМайо и демократом, конгрессменом Бобом Филнером, на выборах мэра, назначенных на ноябрь. Конкурирующее новостное издание отметило, что результаты опроса не включали голоса сотрудников газет, телевизионных и радиостанций, маркетинговых и социологических компаний, а также города Сан-Диего, или тех, кто живёт с такими сотрудниками. Согласно результатам опроса, республиканец лидировал над демократом с 46% против 36%. Репортёр Келли Дэвис из SDCityBeat.com написала: «Здравый смысл подсказывает, что эти голоса [голоса городских служащих или их родственников] склонились бы в пользу Филнера из-за давней вражды ДеМайо с профсоюзами городских служащих». Однако редактор заданий U-T Майкл Смоленс ответил, что городские служащие были исключены, чтобы избежать политических проблем в других частях бюллетеня, а также в гонке за пост мэра. Несмотря на усилия газеты, ДеМайо проиграл Филнеру.
В феврале 2014 года Линч передал повседневные обязанности другому руководителю, а в январе 2015 года президентом компании стал редактор Джефф Лайт. В 2016 году Лайт был назначен издателем.